# رشید آیت‌عثمان
رشید آیت‌عثمان (عربی: رشيد آيت عثمان[عدل]؛ زادهٔ ۴ فوریهٔ ۱۹۹۳) یک بازیکن فوتبال اهل فرانسه است.
از باشگاه‌هایی که در آن بازی کرده‌است می‌توان به باشگاه فوتبال لانس، باشگاه فوتبال تنریف، باشگاه فوتبال دینامو بخارست و باشگاه فوتبال اسپورتینگ خیخون اشاره کرد.
وی همچنین در تیم ملی فوتبال زیر ۲۳ سال الجزایر و تیم ملی فوتبال الجزایر بازی کرده‌است.